# Cumbe Mayo

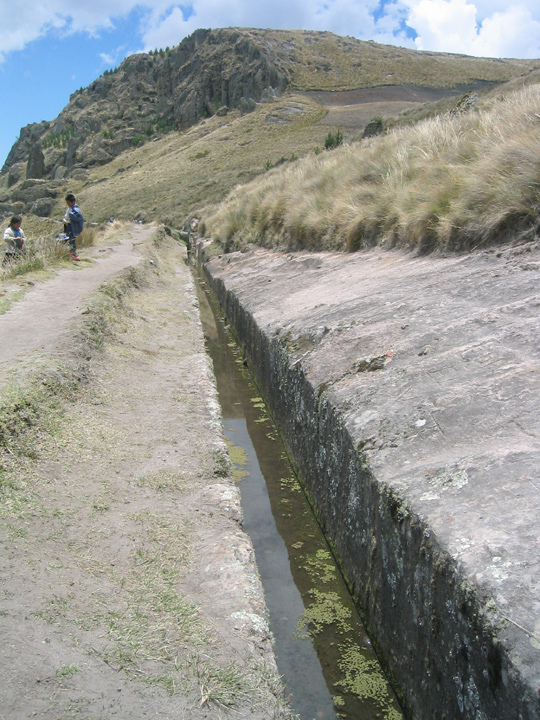
Akwedukt w Cumbe Mayo

Cumbe Mayo – stanowisko archeologiczne położone około 19 km na południowy zachód od peruwiańskiego miasta Cajamarca, na wysokości 3300 m n.p.m. Miejsce to słynie głównie z ruin prekolumbijskiego akweduktu, mającego około 8 km długości.
Akwedukt zbierał wodę ze zlewiska Oceanu Atlantyckiego i kierował ją ku Oceanowi Spokojnemu. Jego funkcja wydaje się być bardziej estetyczna czy religijna – intencją budowniczych było zapewne również wzbudzenie większego zachwytu przybyszów nie tylko górskim krajobrazem, ale i samym faktem iż poradzono sobie z pokonaniem gór i przeprowadzeniem akweduktu przez Andy – niż rzeczywiste potrzeby irygacyjne.
Akwedukt został zbudowany przypuszczalnie około roku 1500 p.n.e., przez co jest współczesny takim miejscom jak Kuntur Wasi i Chavin de Huantar, głównym ośrodkom ówczesnej kultury w Ameryce Południowej. Nazwa pochodzi z języka keczua, od kunpi mayu oznacza "dobrze zrobiony kanał wodny", lub od hunpi mayo – "cienka rzeka". Na akwedukcie i okolicznych skałach znajdują się też petroglify.
Ten odległy rejon górski znany jest też jako "kamienny las", utworzony z naturalnych skał wulkanicznych wyrzeźbionych przez erozję. Formacje owe noszą nazwę Los Frailones – "Kamienni Mnisi".